# Étienne Tardif de Pommeroux de Bordesoulle
Pour les articles homonymes, voir Tardif.
Étienne Tardif de Pommeroux, baron, puis comte de Bordesoulle, né le 4 avril 1771 à Luzeret dans le Berry et mort le 3 octobre 1837 à Fontaine-les-Corps-Nuds, dans l'Oise, est un général français de la Révolution et de l’Empire.

## Biographie
Étienne Tardif de Pommeroux entre au service le 27 avril 1789 comme simple chasseur dans le 2e régiment à cheval.

### Sous la Révolution française
Il fait toutes les campagnes de la Révolution, depuis 1792 jusqu'à l'an IX, aux armées du Rhin, de Rhin-et-Moselle, d'Allemagne, d'Angleterre, de Mayence et d'Italie. 
Le 30 octobre 1792, devant Spire, il coupe lui-même une colonne ennemie qui sort de cette place. Le colonel Laboissière, voulant mettre cette action à profit, accourt avec un renfort et fait mettre bas les armes à plus de 600 fantassins qui s'étaient postés dans les vignes. Pendant l'action, Bordessoulle est blessé d'un coup de baïonnette à la cuisse, et le 1er décembre suivant il est nommé brigadier.
Au mois de mars 1793, entre Spire et Landau, il fait partie d'un corps détaché pour couvrir le flanc gauche de l'armée et composé d'un bataillon et d'un escadron, avec deux pièces de quatre livres. Cette colonne, ayant été surprise dans un défilé et malmenée par trois canons ennemis, se débande, abandonnant les deux pièces d'artillerie. Bordesoulle, à la tête d'une vingtaine de chasseurs, contient les forces adverses pendant près d'une heure, rallie l'infanterie et parvient à sauver les canons. Cette action lui vaut le grade de maréchal-des-logis qui lui est conféré le 24 mai suivant.
En avant de Wantzenau, au mois de vendémiaire an II, il fait partie des troupes qui, sous les ordres du général Carlenc, se trouvent enveloppées par un ennemi supérieur en nombre et manquent de munitions. Le colonel Laboissière charge Bordesoulle de se frayer un chemin jusqu'au grand quartier-général pour faire connaître la position critique de la colonne française ; ce dernier est cependant fait prisonnier au cours de sa tentative.
Échangé peu de temps après, il se distingue de nouveau le 10 messidor an II à Erixheim, entre Landau et Neustadt, où il met hors de combat une douzaine de hussards prussiens et parvient à dégager son colonel, qui a été renversé de son cheval en chargeant à la tête d'un escadron. Le 25 du même mois, il reçoit plusieurs blessures et a un cheval tué sous lui à Brixheim en chargeant la cavalerie ennemie qui s'était emparée de quelques pièces de canon.
Promu sous-lieutenant le 16 thermidor an II, il est chargé, au mois de fructidor suivant, d'enlever les avant-postes prussiens devant Turckheim, ce dont il s'acquitte avec succès : à la tête d'un peloton du 2e chasseurs, il surprend les grand'gardes qu'il poursuit jusque dans leurs cantonnements et ramène des prisonniers ainsi que plusieurs chevaux.
Au mois de vendémiaire an III, il reçoit l'ordre de pénétrer de Kayserslautern à Birkenfeld, à travers l'armée prussienne, pour concerter les opérations des deux armées du Rhin et de la Moselle qui marchent sur Mayence. Il franchit les lignes prussiennes et parcourt plus de 50 lieues en moins de deux jours. Passé à l'armée devant Mayence, il reçoit l'ordre de faire une reconnaissance sur Bretzenheim, au mois de brumaire an III ; lors de cette mission, une escarmouche a lieu avec les avant-postes ennemis durant laquelle Bordesoulle sabre sept ou huit hommes de sa main, reçoit deux coups de feu et a un cheval tué sous lui.
Le 14 frimaire suivant, à la prise des redoutes de Saltzbach, il se fait remarquer dans une charge contre la cavalerie ennemie dont il tue le commandant et sabre cinq ou six hussards ; il reçoit dans cette affaire deux coups de sabre sur la tête. Quelques jours après, devant Mayence, il déloge un poste d'infanterie prussienne qui perd une trentaine d'hommes et met les autres en fuite malgré le soutien de leur artillerie. Au mois de nivôse, près de Bretzenheim, il dégage un bataillon français aux prises avec les hussards prussiens. Il pénètre ensuite dans le village avec quelques hommes et y tue une vingtaine de fantassins.
Nommé aide de camp provisoire du général Laboissière le 1er thermidor de la même année, il continue de servir à l'armée du Rhin où ce général est employé. Au mois de brumaire an IV, en avant de Landau, il capture seul un poste d'infanterie de sept hommes. Le 1er thermidor suivant, il est nommé lieutenant en conservant ses fonctions d'aide de camp et se signale le 28 vendémiaire an V au combat d'Emmendingen, où le général Michel de Beaupuy est tué. À la tête d'un peloton, il met en déroute une troupe de cavalerie ennemie auquel il prend 30 prisonniers. Il attaque ensuite un corps d'infanterie posté sur des hauteurs couvertes de vignes et s'empare d'environ 400 hommes. Parvenu dans un village, il doit reculer devant des forces supérieures, non sans avoir reçu deux coups de sabre dont un très grave à l'articulation du poignet droit.
Confirmé dans son emploi d'aide de camp le 10 fructidor an V, il est promu capitaine le 1er pluviôse an VI. Nommé provisoirement chef d'escadron au 6e régiment de hussards par le général en chef Jean Victor Marie Moreau le 25 floréal an VII, il est confirmé dans ce grade par le Directoire le 27 vendémiaire an VIII, en récompense de sa conduite à la bataille de Novi le 28 thermidor. Dans cette journée où il commande le 6e hussards, Bordessoulle repousse une colonne de 600 Russes sur la route de Pozzolo. Après l'évacuation de Novi, il est chargé de couvrir la retraite de l'armée avec son régiment et un bataillon de la 68e demi-brigade de ligne. Pendant plus d'une heure, il parvient à contenir ses poursuivants malgré des pertes importantes. En arrière du village de Pasturana, il a le bras droit cassé et son cheval tué sous lui. Au combat de Neubourg, le 8 messidor an VIII, deux escadrons de son régiment sont culbutés par 500 cuirassiers ennemis, mais Bordesoulle contre-attaque et parvient à rétablir la situation.
Il passe avec son grade dans la 7e légion de gendarmerie le 1er jour complémentaire an IX, puis rentre chef d'escadron au 2e régiment de chasseurs à cheval le 9 prairial an X. Le 28 fructidor suivant, il reçoit un sabre d'honneur.

### Au service de Napoléon
Major du 1er régiment de chasseurs à cheval le 6 brumaire an XII, il est créé officier de la Légion d'honneur le 25 prairial suivant et sert au camp de Bruges pendant les ans XII et XIII. Il fait les campagnes de 1805 à 1807, en Autriche, en Prusse et en Pologne au 2e corps de la Grande Armée. Il est nommé colonel du 22e régiment de chasseurs à cheval le 6 nivose an XIV, par suite de sa conduite à Austerlitz.
Le 9 juin 1807, à la tête de 60 hommes de son régiment, il traverse la Passarge à « Guttstadt » (en polonais : Dobre Miasto), et détruit un bataillon russe. C'est à cette occasion qu'il est blessé d'un coup de baïonnette à l'avant-bras droit et d'un autre dans la poitrine. Il se fait encore remarquer à Heilsberg et Friedland avant d'être promu général de brigade le 25 juin suivant. Le 1er août, il est employé dans le corps d'armée du maréchal Brune et prend, en décembre de la même année, le commandement de la cavalerie légère attachée à la défense de Dantzig.
Le 21 septembre 1808, il reçoit l'ordre de se rendre à Bayonne dans l'attente d'une nouvelle affectation. En novembre, il est nommé à la tête d'une brigade de la division de cavalerie du général Antoine Charles Louis de Lasalle (réserve de cavalerie de l'armée d'Espagne). Au mois de décembre suivant, à Aranjuez, il malmène les débris de l'armée espagnole de Castaños dans les environs de Madrid. Le 28 mars 1809, ses 5e et 10e de chasseurs à cheval contribuent au gain de la bataille de Medellín en infligeant des pertes sévères à l'infanterie espagnole.
Passé le 25 mai 1809 à l'armée d'Allemagne, il y dirige une brigade de cavalerie de la division Marulaz du 4e corps. Le 6 juillet, il est à la bataille de Wagram. Il est ensuite employé au corps d'observation de la Hollande en mai 1810 puis commande la 3e brigade de cavalerie légère de l'armée d'Allemagne le 2 décembre de la même année.
Au mois de novembre 1811, Bordesoulle passe au corps d'observation de l'Elbe (chargé d'occuper le Mecklembourg), devenu 1er corps de la Grande Armée. En juin 1812, il est placé à la tête de la 2e brigade de cavalerie légère du même corps. Le 30 de ce même mois, il bat l'avant-garde du général Barclay de Tolly à Soleschniki. Le 23 juillet, commandant l'avant-garde du corps du maréchal Louis Nicolas Davout, composée du 3e régiment de chasseurs à cheval et d'un régiment d'infanterie, il s'empare de Moguilev, y fait 900 prisonniers, prend une importante quantité de magasins et de bagages ainsi que plus de 600 bœufs destinés au prince Bagration. Il combat à Smolensk et à la Moskova, où il a la mâchoire fracassée par un coup de biscaïen. Sur le chemin du retour, lors de la bataille de Krasnoï, il s'empare de huit pièces d'artillerie après avoir repoussé un corps de 1 500 hommes, enfoncé un carré d'infanterie et dégagé le 9e régiment de lanciers polonais.
Élevé au grade de général de division le 4 décembre 1812, Bordesoulle est appelé au commandement de la 1re division de cuirassiers du 1er corps de cavalerie de la Grande Armée le 15 février 1813. C'est à la tête de ces troupes qu'il fait la campagne d'Allemagne. Créé commandeur de la Légion d'honneur le 14 mai 1813, il a précédemment reçu le titre de baron de l'Empire avec une dotation. Il se distingue particulièrement à Lützen et à Bautzen. Au cours de la bataille de Dresde, il mène plusieurs charges victorieuses contre des carrés ennemis et fait de nombreux prisonniers. À l'issue de la défaite française de Leipzig, les 16, 17 et 18 octobre, il soutient une partie de la retraite de Leipzig sur Hanau.
Nommé commandant des deux divisions de cavalerie organisées à Versailles le 3 janvier 1814, il contribue aux victoires de Champaubert le 10 février et de Vauchamps le 14. Il inflige de lourdes pertes aux Autrichiens lors du combat de combat de Villeneuve-le-Comte le 17 et se trouve à la reprise de Reims le 13 mars. Il est également présent aux batailles de Fère-Champenoise le 25 et de Paris le 30.

### Restauration monarchique
Après le retour des Bourbons sur le trône de France, ses origines nobles lui valent d’être nommé inspecteur-général de cavalerie en mai 1814, chevalier de Saint-Louis le 2 juin et grand officier de la Légion d'honneur le 23 août. Le 30 décembre de la même année, il est désigné pour faire partie des inspecteurs-généraux de cavalerie durant l'année suivante.
Lorsque l'Empereur revient de l'île d'Elbe, le général Bordesoulle prend, le 12 mars 1815, le commandement provisoire des neuf escadrons de cavalerie de la 2e division militaire, dirigés sur Châlons. Le gouvernement royal le confirme dans ce commandement le 16 du même mois. Il suit Louis XVIII à Gand, est nommé chef d'état-major du duc de Berry le 25 juin 1815 pendant son émigration et rentre en France avec ce prince au mois de juillet suivant. Le nommant grand cordon de la Légion d'honneur le 15 août, Louis XVIII lui confie le 8 septembre le commandement de la 1re division de cavalerie de la Garde royale.
Élu, le 22 août 1815, député de la Charente par le collège de département (il est également élu député de l'Indre le même jour), il siège dans la majorité de la « Chambre introuvable » et quitte la vie parlementaire en 1816, pour y retourner comme pair de France le 9 octobre 1823.
Le 12 octobre 1815, il est nommé membre de la commission chargée d'examiner la conduite des officiers pendant les Cent-Jours. De plus, il est fait commandeur de l'ordre de Saint-Louis le 3 mai 1816 et échange le titre de baron de l'Empire, qu'il a conquis sur les champs de bataille, contre celui de comte que lui donne la Restauration. Aide de camp honoraire du comte d'Artois le 2 juin 1817, membre du comité des inspecteurs-généraux le 25 octobre suivant, il devient gentilhomme d'honneur du duc d'Angoulême le 1er juillet 1820 et reçoit la décoration de grand-croix de Saint-Louis le 1er mai 1821. 
En outre, il est nommé gouverneur de l'École polytechnique le 17 septembre 1822, tout en conservant son emploi dans la Garde royale. L'historien et biographe Charles Mullié écrit en 1852 que « ce n’est pas peut-être un sabreur intrépide qu’il eût fallu à la tête de cette école modèle, mais plutôt un de ses anciens élèves, joignant à la même bravoure des connaissances plus étendues. Quoi qu’il en soit, on n’a pas oublié qu’il lui rendit le régime militaire qui est encore en vigueur, et lui donna cet uniforme sous lequel elle devait organiser la victoire populaire en 1830 ».

#### Campagne d'Espagne (1823)
Appelé le 16 février 1823 au commandement en chef des troupes de la Garde qui font partie de l'armée des Pyrénées, Bordesoulle occupe Vittoria, Bilbao, Miranda de Ebro et Haro au mois d'avril.
En juin, il dirige une colonne d'expédition sur Séville par l'Andalousie, occupe Manzanares, attaque et disperse à Santa Cruz et à Vilches, les 8 et 9 juin, la colonne de Plasencia à laquelle il prend un drapeau, deux canons et 860 soldats ; occupe Cordoue le 13, Saint-Lucar le 23, Puerto-Sainte-Marie et Puerto Real les 24 et 25, et complète le blocus de Cadix en conjonction avec l'escadre du contre-amiral Hamelin. Ses troupes repoussent notamment une sortie de l'île de Léon le 16 juillet et se distinguent à la prise du Trocadéro le 31 août.
Quelques jours plus tard, Bordesoulle est nommé commandant supérieur à Séville et reçoit la direction des opérations militaires devant Cadix. Selon Mullié, « les opinions de Bordessoulle étaient franchement patriotiques et constitutionnelles. Ses conseils au duc d'Angoulême en obtinrent plusieurs actes qui furent agréables aux amis de la liberté ». Ses services lors de cette campagne lui valent plusieurs récompenses : la grand-croix de l'ordre de Charles III d'Espagne le 4 novembre suivant ; pair de France le 9 octobre 1823 ; son portrait enrichi de diamants offert par Charles-Félix de Savoie, roi de Sardaigne, en 1824 ; et enfin le grand cordon de l'ordre de Saint-Alexandre Nevski par le tsar Alexandre Ier de Russie.
En décembre 1823, il reprend le commandement de sa division de cavalerie dans la Garde. À la mort de Louis XVIII, il n'est pas conservé par Charles X en tant qu'aide de camp honoraire dans la nouvelle liste arrêtée le 4 novembre 1824.

### Fin de carrière sous la monarchie de Juillet
Il est nommé « chevalier commandeur » de l'ordre du Saint-Esprit, dans le chapitre tenu le 21 février 1830.
Pendant les Trois Glorieuses en juillet 1830, Bordesoulle est à Saint-Cloud, prêt à défendre le roi. Il quitte ce dernier à Rambouillet mais continue d'exercer son commandement dans la Garde royale dissoute jusqu’au 21 août, date de sa mise en disponibilité. Il ne refuse pas le serment au gouvernement de Louis-Philippe Ier mais vit dès lors à l’écart, en dépit de son appartenance à la Chambre haute où il paraît en de rares circonstances. Compris dans le cadre de réserve de l'état-major général le 7 février 1831, il est admis à la retraite par décision royale du 14 mars 1832.
Le général Bordesoulle meurt le 3 octobre 1837, sur sa terre de Fontaine-les-Corps-Nuds (aujourd'hui Fontaine-Chaalis), près de Senlis.

## Titres
- Baron Tardif Bordesoulle et de l'Empire (titre accordé par décret du 19 mars 1808 et lettres patentes du 17 mai 1810, signées à Gand) ;
- 1er comte de Bordesoulle (3 mai 1816) ;
- Pair de France[10] : baron et pair le 9 octobre 1823 (lettres patentes du 3 avril 1824).

## Distinctions

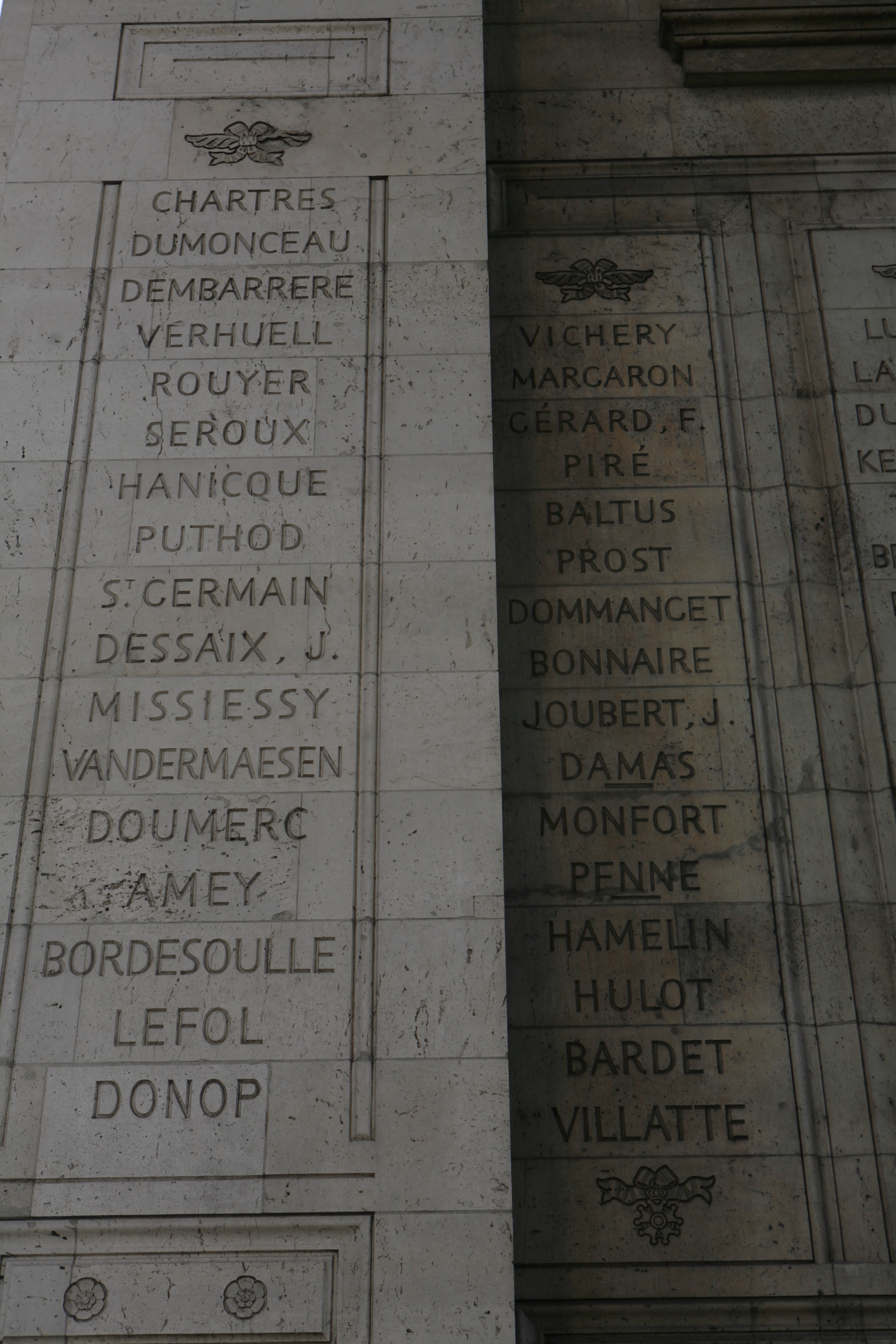
Noms gravés sous l'arc de triomphe de l'Étoile : pilier Ouest, 1re et 2e colonnes.

| Ordre du Saint-Esprit (chevalier)              | Légion d'honneur (grand cordon) | Ordre royal et militaire de Saint-Louis (grand-croix) | Ordre de Charles III d'Espagne (grand-croix) |
| Ordre de Saint-Alexandre Nevski (grand cordon) |                                 |                                                       |                                              |

- Récipiendaire d'un sabre d'honneur le 28 fructidor an X, « en récompense de ses brillans services pendant les campagnes précédentes[3] » ;
- Légion d'honneur[11] :
  - Légionnaire « de droit[12] » (1er vendémiaire an XII[3]), puis,
  - Officier (19 frimaire an XII[3]), puis,
  - Commandant (14 mai 1813), puis,
  - Grand officier (23 août 1814), puis,
  - Grand cordon de la Légion d'honneur (15 août 1815) ;

- Ordre royal et militaire de Saint-Louis :
  - Chevalier (2 juin 1814), puis,
  - Commandeur (3 mai 1816), puis,
  - Grand-croix de Saint-Louis (1er mai 1821) ;
- Grand-croix de l’ordre de Charles III d'Espagne (4 novembre 1823) ;
- Grand cordon de l’ordre de Saint-Alexandre Nevski (1824) ;
- Chevalier du Saint-Esprit (21 février 1830).

## Hommages, honneurs, etc.
- Il fait partie des 660 personnalités à avoir son nom gravé sous l'arc de triomphe de l'Étoile. Il apparaît sur la 1re colonne, pilier Nord (l’Arc indique BORDESOULLE) ;
- En 1824, Charles-Félix de Savoie, roi de Sardaigne lui a envoyé son portrait enrichi de diamants.

## Armoiries
| Figure | Blasonnement |
|        | Armes du baron Tardif Bordesoulle de l'Empire Écartelé au premier d'azur à l'étoile d'or en abyme, au deuxième des barons tirés de l'armée, au troisième de sinople au sabre haut en pal d'argent, monté d'or ; au quatrième d'argent à la toque burelée d'or et sable surmontée d'une étoile du second. - Livrées : les couleurs de l'écu ; le verd en bordure seulement. |
|        | Armes du comte de Bordesoulle, pair de France D'azur au dextrochère armé (« de toutes pièces ») d'argent, tenant une épée du même, montée d'or, posée en pal., On trouve aussiD'azur, à un senestrochère, armé d'argent, tenant une épée du même, garnie d'or. Le même sous la Monarchie de Juillet                                                                        |

## Ascendance et postérité
Fils puîné de Jean Silvestre Tardif (Chazelet, 30 mai 1741 - Saint-Gaultier, 29 novembre 1804), sieur de Pommeroux, cultivateur, et de Marguerite (1731-1813, fille de François Dupertuis (1695-1762), procureur et notaire royal à Argenton), Étienne Tardif de Pommeroux de Bordesoulle descendait en ligne directe de Jean Tardif, conseiller au Châtelet, qui fut mis à mort par les Ligueurs en 1591.
- Il épouse le 21 mars 1800, Eulalie Sophie Boissière († 27 juin 1832), dont il a :
  - Jean-Baptiste Frédéric Adolphe (1805-1855), 2e comte de Bordesoulle, marié avec Laure Florentine Seillière (1809-1897), fille de François-Alexandre Seillière, dont :
    - Sophie Françoise Élise (1830 - 10 octobre 1894), mariée le 20 février 1851 à Paris IIe (ancien), avec Gabriel Honoré Robert de Morell (né en 1822), conseiller général de l'Oise, maire de Fontaine-Chaalis, dont postérité ;
    - Stéphanie Camille Valentine (Mello, 19 septembre 1836 - Paris, 16 mars 1892), mariée le 25 mai 1861 à Paris, avec Charles de Maussabré-Beufvier (1832-1895), ministre plénipotentiaire de la principauté de Monaco, dont postérité.